# Cecilio Apostol
Cecilio Apostol (Manilla, 22 november 1877 - 8 september 1938) was een Filipijns dichter. Hij wordt binnen en ook buiten de Filipijnen wel beschouwd als de grootste heldendichter in de Spaanse taal.

## Biografie
Cecilio Apostol werd geboren op 22 november 1877 in het district Santa Cruz in de Filipijnse hoofdstad Manilla. Hij was het derde kind uit een gezin van zes van Jose Apostol en Marcelina de los Reyes. Apostol behaalde in 1894 zijn bachelor of arts aan de Ateneo de Manila en begon daarna aan een rechtenstudie aan de University of Santo Tomas. Nadat hij zijn studie door de uitbraak van de Filipijnse revolutie noodgedwongen moest onderbreken voltooide hij na afloop zijn studie en werd hij in 1903 toegelaten tot de Filipijnse balie.
Apostol begon al op jonge leeftijd met het schrijven van gedichten. Zijn eerste gepubliceerde gedicht was El Terror de los Mares Indicos in El Comercio in 1895. Tijdens de Filipijnse revolutie schreef Apostol onder de pseudoniemen Catulo en Isagani voor La Independencia. Na afloop van de Filipijnse revolutie werkte hij voor kranten als La Fraternidad, La Democracia, La Patria en El Renacimiento. Vanaf 1908 tot 1936 werkte hij assistent openbaar aanklager (fiscal) en later als fiscal in Manilla. Naast zijn journalistieke en juridische werkzaamheden bleef hij gedichten in de Spaanse taal schrijven. Met zijn gedicht Mi Raza won hij in 1902 een nationale competitie. Een ander meesterwerk van zijn hand was A Rizal. In 1941 bracht Jaime de Veyra een dichtbundel met zijn gedichten uit onder de naam Pentelicas
Apostel overleed in 1938 op 60-jarige leeftijd. Hij was getrouwd met Margarita San Jose en kreeg met haar zes kinderen.